# 刘述卿
刘述卿（1925年—），江苏江阴人，中华人民共和国政治人物、外交官。
1972年，接替姚广担任中华人民共和国驻波兰大使。1977年，接替曹春耕，担任中华人民共和国驻挪威大使。1980年，由丁国钰接任。1984年，任中华人民共和国外交部副部长。1989年，任中央外事工作领导小组秘书长兼国务院外事办公室主任。1991年，任中国人民外交学会会长。